# Работін Ігор Миколайович
І́гор Микола́йович Рабо́тін (1991—2022) — сержант Збройних Сил України, учасник російсько-української війни, який загинув під час російського вторгнення в Україну.

## Життєпис
Народився 5 листопада 1991 року в м. Черкаси.
Під час російського вторгнення в Україну в 2022 році служив сержантом, командиром господарчого відділення взводу матеріального забезпечення десантно-штурмового батальйону окремої десантно-штурмової бригади.
Загинув 21 квітня 2022 року в ході оборонного бою підрозділів бригади з противником поблизу селища Довгеньке Харківської області.

## Нагороди
- орден «За мужність» III ступеня (4.07.2022) (посмертно) — за особисту мужність і самовіддані дії, виявлені у захисті державного суверенітету та територіальної цілісності України, вірність військовій присязі.[3]

Орден Ігоря Работіна отримала 15 листопада 2022 року під час сесії Черкаської міської ради його матір — Наталія Андріївна.